# Leandro De Bortoli
Leandro De Bortoli (Buenos Aires, Argentina, 3 de agosto de 1988) es un futbolista argentino. Juega de arquero en Sportivo Dock Sud, debutando en la Copa Argentina vs Unión de Santa Fe y deteniendo dos penales para permitir la clasificación del Doke a la siguiente etapa

## Clubes
| Club                  | País      | Año           | PJ | G |
| --------------------- | --------- | ------------- | -- | - |
| Temperley             | Argentina | 2008-2012     | 7  | 0 |
| Union (Mar del Plata) | Argentina | 2012-2013     | 15 | 0 |
| Temperley             | Argentina | 2013-2018     | 8  | 0 |
| Instituto             | Argentina | 2018-Presente | -  | - |

- Datos: Q51685382